# Eric Daniels (Eishockeyspieler)
Eric Daniels (* 24. April 1975 in Iserlohn) ist ein ehemaliger deutscher Eishockeyspieler, der unter anderem für den ECD Sauerland, Iserlohner EC und ASV Hamm in der zweithöchsten deutschen Spielklasse aktiv war. Von 2008 bis 2021 war er zudem als Schiedsrichter tätig, zwischen 2012 und 2018 auch in der Deutschen Eishockey Liga (DEL).

## Karriere
Aus dem Nachwuchsbereich des ECD Sauerland stieg Eric Daniels Anfang der 1990er Jahre in die 1. Mannschaft auf. Zu seinem ersten Einsatz in der 2. Bundesliga kam er in der Saison 1992/93, sieben weitere folgten in der Spielzeit 1993/94. Regelmäßig im Seniorenbereich zum Einsatz kam er dann erstmals in der Saison 1994/95, als der unter dem Namen Iserlohner EC (IEC) neu gegründete Verein in der 2. Liga, der damals dritthöchsten Spielklasse, antrat. Nach dem Aufstieg in die 1. Liga gehörte er auch dort zu den Stammkräften des IEC, ehe ihm während der Saison 1996/97 die Freigabe zu einem Wechsel zum Gelsenkirchener EC in die 2. Liga erteilt wurde. Ein Jahr später kehrte er als Spieler des ASV Hamm in die 1. Liga zurück.
Ab 1998 spielte Daniels erneut für Gelsenkirchen in der nun drittklassigen 1. Liga, die ein Jahr später durch die Oberliga ersetzt wurde. Eine Rückkehr auf Profi-Niveau gelang ihm fortan nicht mehr. Mit dem Herforder EC, ESC Hamm, den Revierlöwen Oberhausen, Herner Blizzards, und dem EHC Dortmund war er hauptsächlich in der Regionalliga aktiv. In der Saison 2007/08 ließ er seine Karriere dann beim EHC Gelsenkirchen in der Landesliga ausklingen.
Parallel zum Eishockey spielte Daniels von 2002 bis 2007 im Sommer auch regelmäßig Inline-Skaterhockey. Für die Mendener Mambas und Samurai Iserlohn war er in der Bundesliga aktiv.
Nach dem Ende seiner Spielerkarriere schlug Daniels eine Laufbahn als Schiedsrichter ein. Ab 2008 war er zunächst als Linesman tätig, ab 2010 war er dann auch hauptverantwortlicher Schiedsrichter. Nach Anfängen in der Oberliga und der Deutschen Nachwuchsliga debütierte er in der Saison 2012/13 in der Deutschen Eishockey Liga (DEL). Sein letztes DEL-Spiel pfiff er am 15. Oktober 2017 in Düsseldorf.

## Erfolge und Auszeichnungen
- 1994 Aufstieg in die 1. Liga mit dem Iserlohner EC
- 2004 Regionalliga-Meister und Aufstieg in die Oberliga mit den Revierlöwen Oberhausen

## Karrierestatistik
(Legende zur Spielerstatistik: Sp oder GP = absolvierte Spiele; T oder G = erzielte Tore; V oder A = erzielte Assists; Pkt oder Pts = erzielte Scorerpunkte; SM oder PIM = erhaltene Strafminuten; +/− = Plus/Minus-Bilanz; PP = erzielte Überzahltore; SH = erzielte Unterzahltore; GW = erzielte Siegtore; 1 Play-downs/Relegation; Kursiv: Statistik nicht vollständig); 2außer Saison 1998/99; 3nur Saison 1998/99